# 마더 (비디오 게임)
《마더》(MOTHER)는 닌텐도가 1989년에 패밀리 컴퓨터로 발매한 롤플레잉 게임이다. RPG 게임이지만 판타지 세계관 대신 1980년대 미국을 배경으로 했다. 갑자기 곳곳에서 들이닥치는 폴더가이스트 현상 의 원인을 찾기 위해 주인공 닌텐이 자신이 지닌 초능력을 무기 삼아 모험을 떠난다는 내용이다.
마더의 시나리오 작가 및 개발 지휘는 카피라이터 이토이 시게사토가 맡았으며, 그가 광고일로 닌텐도 본사를 방문했을 당시 미야모토 시게루를 만나 이 게임의 개발을 제안한 것으로 시작됐다. 미야모토는 마더의 구상안을 보고 제작을 주저했으나, 이토이 시게사토가 에이프 사를 세워 게임 제작에 집중하면서 닌텐도 사의 협력으로 게임이 완성돼 발매됐다.
1994년에 슈퍼 패미컴으로 후속작 마더 2: 기그의 역습이 출시됐다. 2003년에 게임보이 어드밴스 기종으로 후속작과 묶은 마더 1+2가 일본에서만 발매되었다. 2015년에는 Wii U 버추얼 콘솔로 기존에 발매가 취소됐던 북미판이 《어스바운드 비기닝즈》(EarthBound Beginnings)라는 제목으로 전세계에 출시됐다.

## 줄거리

### 등장 인물
- 닌텐: 주인공. 고향 마더스데이 마을에서 살다가 어느 날 동네에 들이닥친 초자연현상을 조사하기 위해 모험을 시작했다. 후속작의 네스와 용모가 비슷하나 공식적인 혈연 관계는 없다. 소설판에서는 켄이라는 이름으로 등장하였으며 원래는 공식 이름이 없었으나 대난투 스매시 브라더스 X에서 이 이름으로 공식화됐다.
- 아나: 스노우맨 마을에 사는 소녀이다. 텔레파시 능력자이므로 닌텐을 만나기 전부터 그가 찾아올 것을 예감하고 있었다.
- 로이드: 트윙클 초등학교에 재학하는 학생이다. 나이는 11살.
- 테디: 발렌타인 마을의 불량 서클을 통솔하는 깡패이다. 일행 중 나이가 가장 많으며 로이드를 잠깐 제치고 임시로 동료로 합류한다.
- 삐삐:주인공 닌텐이 맨 처음 해결하게 되는 어린이 실종 사건의 당사자이며 임시 동료로서 합류한다.
- 이브
- 조지 & 마리아: 주인공 닌텐의 증조모와 증조모이다.
- 기그: 메인 악역.

## 발매
2003년 6월 20일, 게임보이 어드밴스로 후속작 《마더 2: 기그의 역습》과 같이 엮인 합본 《마더 1+2》가 발매됐다. 이 버전은 당시에는 발매되지 않았던 영어판에 기반하고 있어, 후일담이 추가된 엔딩, 그래픽 수정 등의 변경점이 똑같이 적용됐다.